# أل مورغان (روائي)
أل مورغان (بالإنجليزية: Al Morgan) (و. 1920 – 2011 م) هو روائي، وكاتب سيناريو، وواضع كلمات الأوبرا أمريكي، توفي عن عمر يناهز 91 عاماً.

## روابط خارجية
- أل مورغان على موقع IMDb (الإنجليزية)
- أل مورغان على موقع ميوزك برينز (الإنجليزية)
- أل مورغان على موقع قاعدة بيانات برودواي على الإنترنت (الإنجليزية)
- أل مورغان على موقع ديسكوغز (الإنجليزية)
- أل مورغان على موقع قاعدة بيانات الفيلم (الإنجليزية)